# Involut-Funktion
Die Involut-Funktion wird zur Berechnung bei Evolventenverzahnungen verwendet. Die Involut-Funktion ist definiert als:
{\displaystyle \operatorname {inv} (\alpha )=\tan(\alpha )-\alpha \quad {\text{mit}}\quad -{\frac {\pi }{2}}<\alpha <{\frac {\pi }{2}}}
Beispiel: 
{\displaystyle \operatorname {inv} (20^{\circ })=\tan(20^{\circ })-{\frac {20^{\circ }\cdot \pi }{180^{\circ }}}=\tan(20^{\circ })-{\frac {\pi }{9}}=0{,}014904384\ldots =\operatorname {inv} \left({\frac {\pi }{9}}\right)}
Siehe auch Evolvente.

## Umkehrfunktion
Die Umkehrfunktion der Involut-Funktion sei im Folgenden mit {\displaystyle \operatorname {inv} ^{-1}} bezeichnet.
Sie ist eine auf ganz {\displaystyle \mathbb {R} } definierte, analytische Funktion, die streng monoton wachsend ist und deren Funktionsgraph punktsymmetrisch zu (0,0) ist und betragsmäßig durch {\displaystyle \pi /2} beschränkt ist (also ähnlich der reellen Arcustangensfunktion).
Die Werte dieser Umkehrfunktion der Involut-Funktion kann man effizient iterativ bestimmen. Aus der Reihenentwicklung der Involut-Funktion
{\displaystyle \operatorname {inv} (\alpha )=\tan(\alpha )-\alpha ={\frac {1}{3}}\alpha ^{3}+{\frac {2}{15}}\alpha ^{5}+{\frac {17}{315}}\alpha ^{7}+\dots }
lässt sich ableiten, dass für die inverse Involut-Funktion
{\displaystyle \alpha =\operatorname {inv} ^{-1}(\tan(\alpha )-\alpha )={\sqrt[{3}]{3\ \operatorname {inv} (\alpha )}}-{\frac {2}{5}}\operatorname {inv} (\alpha )+\Theta \left(\operatorname {inv} (\alpha )^{\frac {5}{3}}\right)\approx {\sqrt[{3}]{3\ \operatorname {inv} (\alpha )}}-{\frac {2}{5}}\operatorname {inv} (\alpha )}
eine akzeptable Näherung ist, falls {\displaystyle |\operatorname {inv} (\alpha )|} genügend klein ist. Mit Hilfe des Newton-Verfahrens lässt sich dieser Näherungswert für {\displaystyle \alpha } weiter verbessern:
{\displaystyle \alpha _{i+1}=\alpha _{i}+{\frac {\operatorname {inv} (\alpha )-\tan(\alpha _{i})+\alpha _{i}}{\tan(\alpha _{i})^{2}}}\quad {\text{und}}\quad \alpha _{0}={\sqrt[{3}]{3\ \operatorname {inv} (\alpha )}}-{\frac {2}{5}}\operatorname {inv} (\alpha )}
Ist {\displaystyle |\operatorname {inv} (\alpha )|>2}, sollte man als Startwert {\displaystyle \alpha _{0}=\arctan(\operatorname {inv} (\alpha ))} wählen, damit obiges Newton-Verfahren auch konvergiert.